# Фосс, Фрэнк
Фрэнк Фосс — американский легкоатлет, который специализировался в прыжках с шестом. На олимпийских играх 1920 года выиграл золотую медаль с мировым рекордом — 4,09 м. Чемпион США в 1919 и 1920 годах.
Учился в Корнеллском университете, который закончил в 1917 году. Во время учёбы был капитаном команды университета, а также выигрывал чемпионат США среди студентов в 1915 и 1916 годах. В 1978 году был включён в зал славы университета.